# 22. Marineflakregiment
Het 22. Marineflakregiment was een Duitse militaire eenheid in de Tweede Wereldoorlog. De eenheid werd in november 1941 opgericht. Tijdens haar gehele bestaan was het gestationeerd in Saint-Nazaire, waar het voornamelijk belast werd met de bescherming van de haven tegen luchtaanvallen. In april 1943 werd de eenheid omgevormd tot de V. Marineflakbrigade.
Het 22. Marineflakregiment was onderdeel van het Seekommandant Loire, dat weer onder de Marinebefehlshaber Westfrankreich viel. 

## Commandanten
- Kapitän zur See Karl Conrad Mecke (november 1941 - april 1943)

## Samenstelling
- Marineflakabteilung 703
- Marineflakabteilung 705
- Marineflakabteilung 809
- Marineflakabteilung 819